# Anadara
Anadara – rodzaj małży nitkoskrzelnych z rodziny arkowatych (Arcidae).

## Gatunki
Do tego rodzaju zaliczane są następujące, współcześnie żyjące gatunki:

- Anadara adamsi Olsson, 1961[2]
- Anadara aequatorialis (d'Orbigny, 1846)[2]
- Anadara baughmani (Hertlein, 1951)[1]
- Anadara biangulata (G.B. Sowerby I, 1833)[2]
- Anadara bifrons (Carpenter, 1857)[2]
- Anadara brasiliana (Lamarck, 1819)[1]
- Anadara cepoides (Reeve, 1844)[2]
- Anadara chemnitzi (Philippi, 1851)[1]
- Anadara concinna (Sowerby, 1833)[1]
- Anadara emarginata (G.B. Sowerby I, 1833)[2]
- Anadara esmeralda (Pilsbry & Olsson, 1941)[2]
- Anadara floridana (Conrad, 1869)[1]
- Anadara formosa (G.B. Sowerby I, 1833)[2]
- Anadara grandis (Broderip & Sowerby, 1829)
- Anadara hyphalopilema G.B. Campbell, 1962[2]
- Anadara labiosa (G.B. Sowerby I, 1833)[2]
- Anadara lienosa (Say, 1832)[1]
- Anadara mazatlanica (Hertlein & Strong, 1943)[2]
- Anadara multicostata (G.B. Sowerby I, 1833)[1]
- Anadara notabilis (Roding, 1798)[1]
- Anadara nux (Sowerby, 1833)[1]
- Anadara obesa (G.B. Sowerby I, 1833)[2]
- Anadara ovalis (Bruguiere, 1789)[1]
- Anadara perlabiata (Grant & Gale, 1931)[2]
- Anadara reinharti (Lowe, 1935)[2]
- Anadara similis (C.B. Adams, 1852)[2]
- Anadara transversa (Say, 1822)[1]
- Anadara tuberculosa (G.B. Sowerby I, 1833)[1]